# Capitulatie in de Saldanhabaai
De Capitulatie in de Saldanhabaai was de capitulatie van een Nederlands eskader aan de Britten op 17 augustus 1796 in de Saldanhabaai, langs de zuidwestkust van wat nu Zuid-Afrika is. De overgave, zonder slag of stoot, veroorzaakte een groot schandaal in Nederland.

## Achtergrond
In de winter van 1794/1795 vielen Franse revolutionaire troepen Nederland binnen. Stadhouder Willem V vluchtte naar Engeland en de oude republiek werd vervangen door de Bataafse Republiek, een Franse vazalstaat. Nederland tekende een offensief en defensief bondgenootschap met Frankrijk en wisselde hiermee van kamp in de Eerste Coalitieoorlog.
Willem V schreef in januari en februari 1795 vanuit zijn ballingsoord, Kew Palace bij Londen, de zogenaamde brieven van Kew, waarbij hij de Nederlandse koloniale bestuurders opriep om in samenwerking met de Britten tegenstand te bieden tegen de Fransen en hun Bataafse bondgenoten. Dit gaf de Britten aanleiding om de Kaapkolonie te veroveren en zo de Fransen te verhinderen om via de Kaap India te bereiken. Na de Bataafse nederlaag tegen de Britten in de Slag om Muizenberg bij Kaapstad op 7 augustus 1795, werd de Kaapkolonie bezet door de Britten.
Een jaar later besloot de Bataafse Republiek een poging te doen om de Kaapkolonie te heroveren. Een expeditie van negen schepen met 2.000 man aan boord, onder bevel van Engelbertus Lucas, vertrok uit Nederland en liep op 6 augustus 1796 de Saldanhabaai binnen, een grote natuurlijke haven langs de zuidwestkust van de Kaapkolonie. Lucas, die weinig ervaring had (zijn enige echte ervaring was als kapitein tijdens een tocht naar Oost-Indië in 1786) maar wel trouw was aan het Bataafse bewind, was tijdelijk bevorderd naar de rang van schout-bij-nacht.

## Verloop

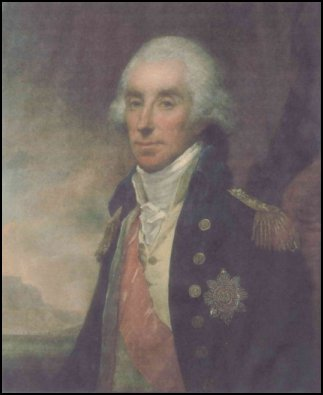
De Britse viceadmiraal George Elphinstone

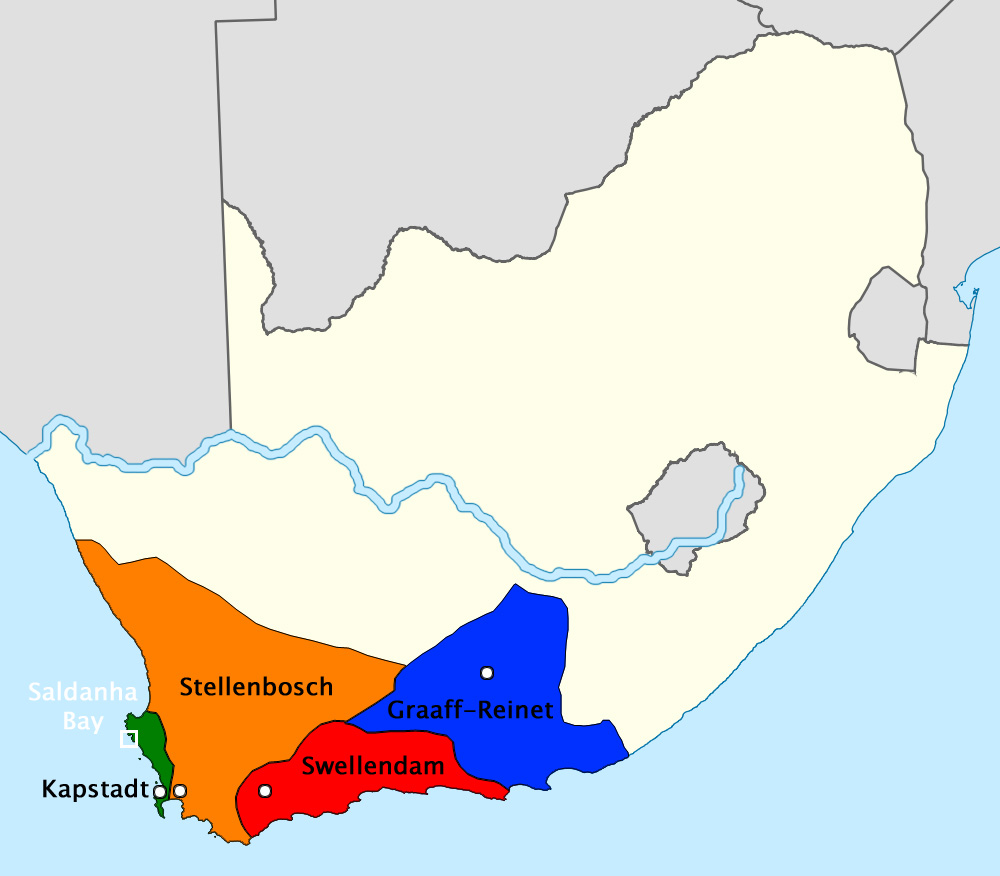
Kaapkolonie en Saldanhabaai, 1795/96

De Britse troepen in het gebied, onder bevel van viceadmiraal George Elphinstone en generaal James Henry Craig, waren gewaarschuwd dat Nederlandse en Franse expedities op weg waren naar de Kaapkolonie. Toen geruchten van een Nederlands eskader de Britten bereikten, werden cavalerietroepen uitgestuurd om de kust te verkennen. Nadat deze verkenners bevestigden dat een vijandig eskader inderdaad voor de kust lag, trok Craig met 2.500 man en 11 kanonnen op naar Saldanha, waar hij op 14 augustus aankwam. Ondertussen probeerde Elphinstone herhaaldelijk om Saldanha via de zeeroute te bereiken, maar door de stormachtige wind kwam hij pas op 16 augustus in de Saldanhabaai aan. Elphinstone sloot de ingang van de baai af met zijn eskader (13 schepen, tegen de 9 Nederlandse schepen), zodat de Nederlanders daar in de val zaten.
Lucas had ondertussen zijn drinkwatervoorraden ververst, zeilreparaties uitgevoerd en de vele zieke soldaten op land afgezet. Plaatselijke inwoners die aan de kant van de Nederlanders waren hadden Lucas gewaarschuwd dat Craig op weg was, maar Lucas besloot toch door te gaan met de bevoorrading en reparatie. Toen Elphinstone eiste dat Lucas zich met zijn eskader overgaf (de Britse admiraal bood gunstige voorwaarden aan en wees erop dat hij meer schepen had), gaf Lucas onmiddellijk toe. Tijdens zijn latere berechting gaf hij als excuus dat zijn bemanningen tijdens de tocht aan het muiten waren geslagen, wat zeker niet onwaarschijnlijk is: veel matrozen en officiers van de Bataafse vloot waren Oranjegezind en stonden daarom vijandig tegenover de Bataafse Republiek, en na de overgave werden de Britten inderdaad geconfronteerd met muiterij op een aantal Nederlandse schepen.
Lucas probeerde te onderhandelen over betere voorwaarden voor de capitulatie, maar Elphinstone bleef vasthouden aan de oorspronkelijke voorwaarden. Wel deed hij één concessie: hij stond de Nederlandse officieren toe om hun vuurwapens te behouden.

## Nasleep
Veel van de soldaten en bemanningsleden aan boord van de Nederlandse schepen, voornamelijk Duitse huurlingen, gingen in Britse dienst en werden onmiddellijk naar Oost-Indië gestuurd. De Nederlandse officieren werden teruggestuurd naar de Bataafse Republiek en de schepen werden ingelijfd in de Britse vloot. De Britse bevelhebber, Elphinstone, werd op 7 maart 1797 verheven in de Ierse adel als Baron Kieth van Stonehaven-Marischal.
Het nieuws van de capitulatie veroorzaakte een schandaal in Nederland. Grote delen van de bevolking riepen om berechting van Lucas en zijn onderofficieren. Lucas verzocht zelf om berecht te worden, zodat hij zijn daden kon verdedigen. De Nationale Vergadering van de Bataafse Republiek riep op 11 april 1797 een militaire rechtbank (Hoge Zeekrijgsraad) samen. Tegen die tijd was Lucas echter zwaar ziek geworden. Hij overleed op 21 juni 1797. Desondanks voerde de advocaat-fiscaal (officier van justitie) Jacobus Spoors een uitgebreid onderzoek uit. Zijn rapport op 19 december sprak Lucas en zijn officiers vrij.
Het gemak waarmee Lucas en zijn officieren ervanaf kwamen kan hebben bijgedragen aan de houding van de officieren die betrokken waren bij het latere Vlieter-incident, waarbij een ander Bataafs eskader zonder slag of stoot aan de Britten capituleerde. Na dat incident werden de betrokken officieren overigens wel zwaar gestraft.
Bij de Vrede van Amiens in 1802 kreeg de Bataafse Republiek de Kaapkolonie terug. De vrede was echter van korte duur en na de Slag bij Blaauwberg in 1806 viel de Kaap definitief in Britse handen.

## Bataafse schepen
Het Bataafse eskader dat aan de Britten capituleerde bestond uit:
| Schip          | Kanonnen | Kapitein   | Bemanning | Scheepstype | Britse naam          |
| -------------- | -------- | ---------- | --------- | ----------- | -------------------- |
| Dordrecht      | 66       | Lucas      | 370       | Linieschip  | HMS Dordrecht        |
| Revolutie      | 66       | Rhynbende  | 400       | Linieschip  | HMS Prince Frederick |
| Admiraal Tromp | 54       | Valkenburg | 280       | Linieschip  | HMS Van Tromp        |
| Castor         | 44       | Clarisse   | 240       | Fregat      | HMS Saldanha         |
| Braave         | 40       | Zoetmans   | 234       | Fregat      | HMS Braave           |
| Bellona        | 28       | Valk       | 130       | Fregat      | HMS Vindictive       |
| Sireene        | 20       | De Cerf    | 130       | Fregat      | HMS Daphne           |
| Havik          | 18       | Bezemer    | 76        | Fregat      | HMS Havik            |
| Maria          | -        | -          | 112       | Vrachtschip |                      |